# Regering-Suárez II
De regering-Suárez II bestond uit ministers benoemd door Adolfo Suárez tijdens de constitutieve legislatuur. Deze legislatuur volgde op de eerste democratische verkiezingen na de dood van Francisco Franco in 1975 en omvat in zijn geheel de Spaanse democratische overgang. Tijdens deze periode werd er een nieuwe, democratische grondwet geschreven. De legislatuur eindigt na de parlementsverkiezingen van 1979. 
Consitutieve legislatuur: Suárez II (1977-1979) · 
Legislatuur I: Suárez III (1979-1981), Calvo-Sotelo (1981-1982)  · 
Legislatuur II: González I (1982-1986) · 
Legislatuur III: González II (1986-1989) · 
Legislatuur IV: González III (1989-1993) · 
Legislatuur V: González IV (1993-1996) · 
Legislatuur VI: Aznar I (1996-2000) · 
Legislatuur VII: Aznar II (2000-2004) · 
Legislatuur VIII: Zapatero I (2004-2008) · 
Legislatuur IX: Zapatero II (2008-2011) · 
Legislaturen X en XI: Rajoy I (2011-2016) · 
Legislatuur XII: Rajoy II (2016-2018), Sánchez I (2018-2019) · 
Legislatuur XIII: Sánchez I (2019-2020)
Legislatuur XIV: Sánchez II (2020-2023) · 
Legislatuur XI: Sánchez III (2023-heden)